# Masako Hozumi
Masako Hozumi (穂積 雅子), née le 11 septembre 1986 à Fukushima, est une patineuse de vitesse japonaise.

## Palmarès
- Jeux olympiques
  -  Médaille d'argent en poursuite par équipes aux Jeux olympiques d'hiver de 2010 de Vancouver
- Championnats du monde
  -  Médaille de bronze en poursuite par équipes en 2009 à Vancouver